# Hémilly
Hémilly là một xã trong tỉnh Moselle, vùng Grand Est ở Đông Bắc nước Pháp.